# Турхан Бей
Турган Бей (англ. Turhan Bey; нар. 30 березня 1922, Відень, Австрія — пом. 30 вересня 2012, Відень, Австрія) — австрійський актор, який отримав популярність у Голлівуді у 1940 роках.

## Біографія
Турган Бей народився у Відні, Австрія в родині турецького дипломата та чеської власниці підприємства. Після завоювання Німеччиною Австрії Турган з матір'ю та бабусею виїжджають до США (на той момент батьки вже розлучилися). Родина оселяється у Нью-Гемпширі, але згодом вони переїжджають у Каліфорнію. Його дядько-математик знайомить Тургана з Альбертом Ейнштейном, з яким він підтримував дружні стосунки довгі роки. Його наміри пов'язати життя з наукою відходять на другий план, коли Бей вирішує стати актором. Він вступає у Драматичну школу Бена Барда, сам Бард і дає йому прізвище Бей.

### Особисте життя
Турган Бей ніколи не був одруженим. У 1944 році він хотів побратися з акторкою Ланою Тернер та через несхвалення матері покинув її.

### Смерть

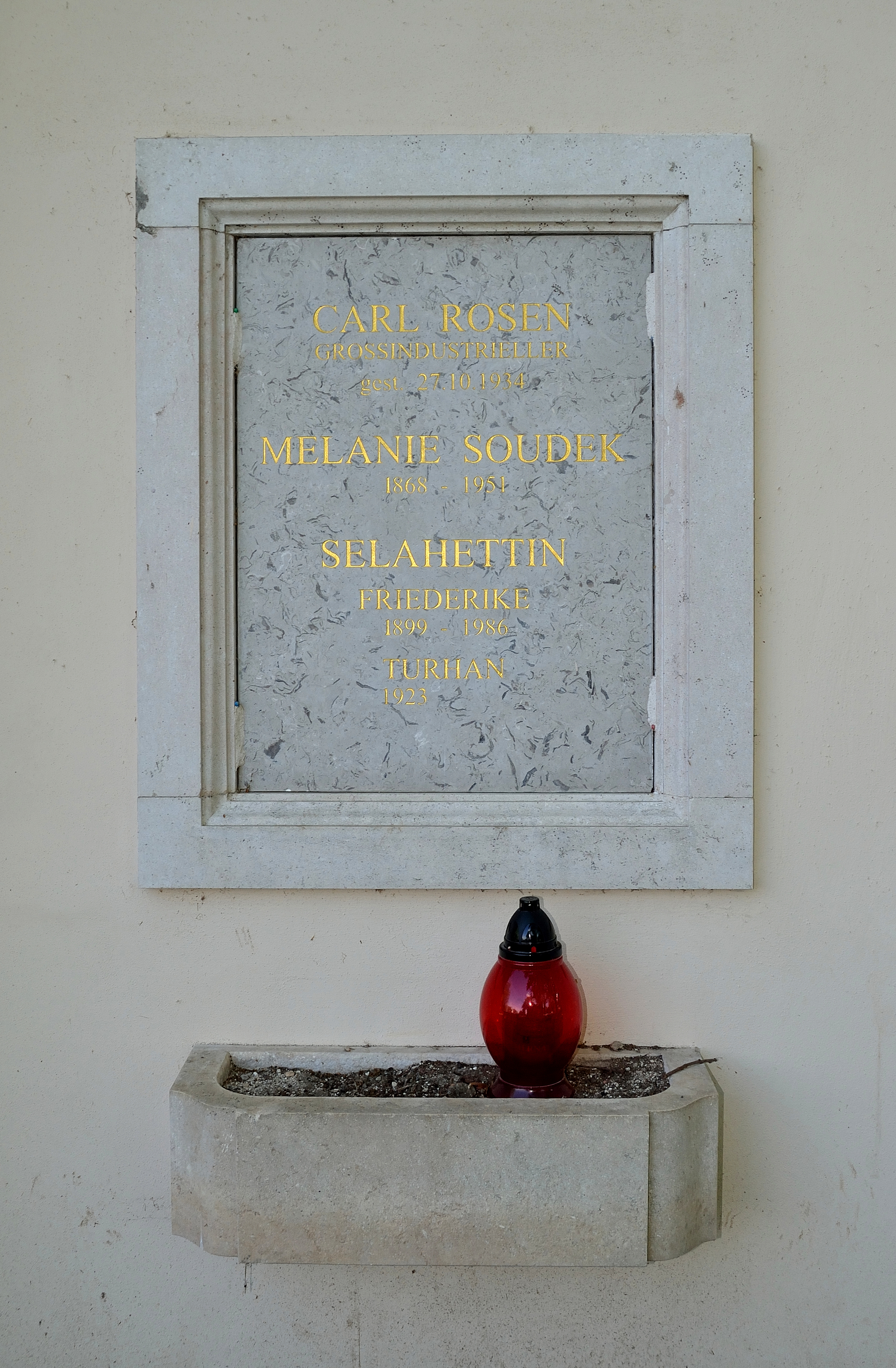
Могила Тургана Бея

Турган Бей помер 30 вересня 2012 року після тривалої боротьби з хворобою Паркінсона, про що було повідомлено лише 9 жовтня 2012 року.

## Кар'єра

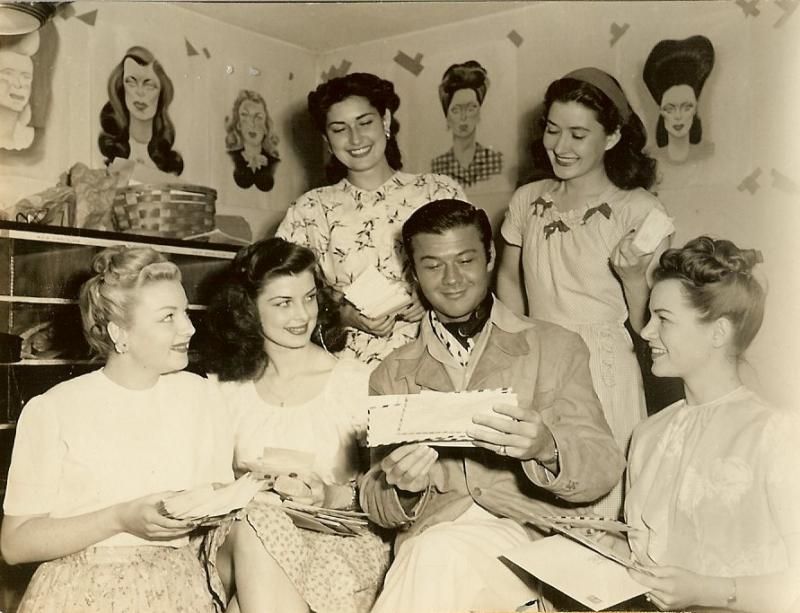
Турган Бей (1953)

Молодий актор спробував себе на театральній сцені на початку кар'єри. Там його помітили та запросили на зйомки фільму «Тіні на сходах» компанії Warner Bros. Його перша роль принесла одразу контракти на зйомки у кількох стрічках. У 1941 за участю Бея виходить п'ять фільмів. Наступні роки також були для нього плідними. Він зіграв важливу роль у стрічці «Гробниця мумії» Universal Pictures, яка стала основою фільму жахів «Мумія», 1959. У 1944 році він знімається у воєнній драмі MGM «Потомство дракона» з Кетрін Хепберн у головній ролі. Після ролі Есопа у комедійній драмі «Ніч у раю» актор потрапляє на 18 місяців до армії. По закінченню служби йому важко було відновити кар'єру: зігравши роль у романтичному пригодницькому фільмі «Судан» 1953, Бей повертається в Австрію та починає працювати фотографом, а також час від часу театральним режисером. До акторської справи Бей повертається переважно як телеактор у 1990 році. За роль у науково-фантастичному серіалі «Вавилон-5» його номінують на кінопремію «Еммі».
У 2002 році було випущено документальну стрічку про життя та творчий шлях Тургана Бея «Vom Glück verfolgt. Wien — Hollywood — Retour».

## Фільмографія

### Фільми
| Рік  | Назва                          | Оригінальна назва              | Роль           | Примітки                          |
| ---- | ------------------------------ | ------------------------------ | -------------- | --------------------------------- |
| 1941 | «Тіні на сходах»               | Shadows on the Stairs          | Рем            |                                   |
| 1941 | «Кроки у темряві»              | Footsteps in the Dark          | Ахмед          |                                   |
| 1941 |                                | Raiders of the Desert          | Гассен Магомед |                                   |
| 1941 |                                | Burma Convoy                   | пан Ячау       |                                   |
| 1941 | «Зухвалий сокіл»               | The Gay Falcon                 | Мануель Ретана |                                   |
| 1942 |                                | Bombay Clipper                 | капітан        |                                   |
| 1942 | «Невидимий ворог»              | Unseen Enemy                   | Айто           |                                   |
| 1942 |                                | Junior G-Men of the Air        | Арака          |                                   |
| 1942 | «Сокіл та велика афера»        | The Falcon Takes Over          | Жуль Амтор     |                                   |
| 1942 |                                | Danger in the Pacific          | Тагані         |                                   |
| 1942 |                                | Drums of the Congo             | Джума          |                                   |
| 1942 | «Пункт призначення невідомий»  | Destination Unknown            | капітан        |                                   |
| 1942 | «Гробниця мумії»               | The Mummy's Tomb               | Махмет Бей     |                                   |
| 1942 | «Арабські ночі»                | Arabian Nights                 | капітан        |                                   |
| 1943 |                                | The Adventures of Smilin' Jack | Каджеяма       |                                   |
| 1943 | «Біле рабство»                 | White Savage                   | Тамара         |                                   |
| 1943 | «Дика полонянка»               | Captive Wild Woman             | оповідач       | озвучення, в титрах не зазначений |
| 1943 | «Джерела небезпеки»            | Background to Danger           | Гассан         |                                   |
| 1943 |                                | Crazy House                    | Турган Бей     | в титрах не зазначений            |
| 1943 |                                | The Mad Ghoul                  | Ерік           |                                   |
| 1944 | «Алі Баба і сорок розбійників» | Ali Baba and the Forty Thieves | Джеміел        |                                   |
| 1944 | «Потомство дракона»            | Dragon Seed                    | Лао Ер Тан     |                                   |
| 1944 | «Кульмінація»                  | The Climax                     | Франц          |                                   |
| 1944 |                                | Bowery to Broadway             | Тед Баррі      |                                   |
| 1945 |                                | Frisco Sal                     | Форант         |                                   |
| 1945 | «Судан»                        | Sudan                          | Герва          |                                   |
| 1946 | «Ніч у раю»                    | Night in Paradise              | Есоп           |                                   |
| 1947 |                                | Out of the Blue                | Девід Геллео   |                                   |
| 1948 | «Пригоди Казанови»             | Adventures of Casanova         | Лоренцо        |                                   |
| 1948 | «Дивовижний пан Х»             | The Amazing Mr. X              | Алексіс        |                                   |
| 1948 |                                | Parole, Inc.                   | Барні Родеску  |                                   |
| 1949 | «Пісня Індії»                  | Song of India                  | Гопал          |                                   |
| 1953 | «Полонені Касби»               | Prisoners of the Casbah        | Ахмед          |                                   |
| 1994 | «Одержимі вночі»               | Possessed by the Night         | Келвін         |                                   |
| 1994 |                                | Virtual Combat                 | Ігор Востович  |                                   |
| 1995 |                                | Grid Runners                   | Камерон        |                                   |

### Серіали
| Рік       | Назва                    | Оригінальна назва | Роль             | Примітки  |
| --------- | ------------------------ | ----------------- | ---------------- | --------- |
| 1993      | «Морські пригоди»        | SeaQuest DSV      | Дімітрі Россович | 1 епізод  |
| 1995      | «Вона написала вбивство» | Murder, She Wrote | шериф Фаріс      | 1 епізод  |
| 1995      | «Віртуальна реальність»  | VR.5              | Абернаті         | 1 епізод  |
| 1995-1998 | «Вавилон-5»              | Babylon 5         | Турган/ Турвал   | 2 епізоди |
| 1997      | «Відвідувач»             | The Visitor       |                  | 1 епізод  |